# Wurmb (Adelsgeschlecht)

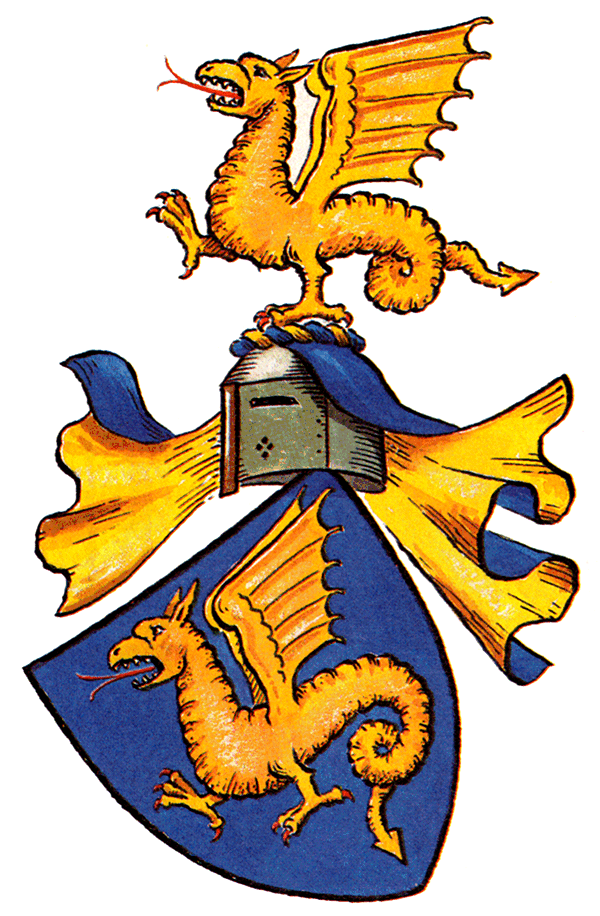
Wappen derer von Wurmb

Wurmb ist der Name eines alten thüringisch-sächsischen Adelsgeschlechtes. Die Namensform wechselte zwischen Worm, Wurm, Wormb und Wurmb.

## Geschichte
Das Geschlecht gehörte zu den sächsischen und Stolberger Vasallen und wird erstmals mit eques (Ritter) Conradus Worm 1173 urkundlich genannt. Die ununterbrochene Stammreihe beginnt 1250 mit Dietricus Worm. Stammsitze u. a. im hohnsteinischen Klein- und Großfurra (1415 bis 1945), Klettstedt, Crimderode, Wernrode, Wolkramshausen, Sundhausen, Rüxleben, Lausnitz, Porstendorf sowie im merseburgischen St. Ulrich bei Mücheln und Leiha. Seit dem 5. April 1838 nannte sich ein Zweig der Familie auf Grund einer von der preußischen Krone bewilligten Namens- und Wappenvereinigung Wurmb von Zinck (von 1786 bis 1945 auf Witzschersdorf). Sowie später auch durch Adoption der Zweig v. Witzleben-Wurmb entstand.

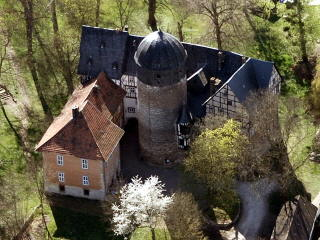
Burg Großfurra, 1415 bis 1945 im Besitz der Familie v. Wurmb
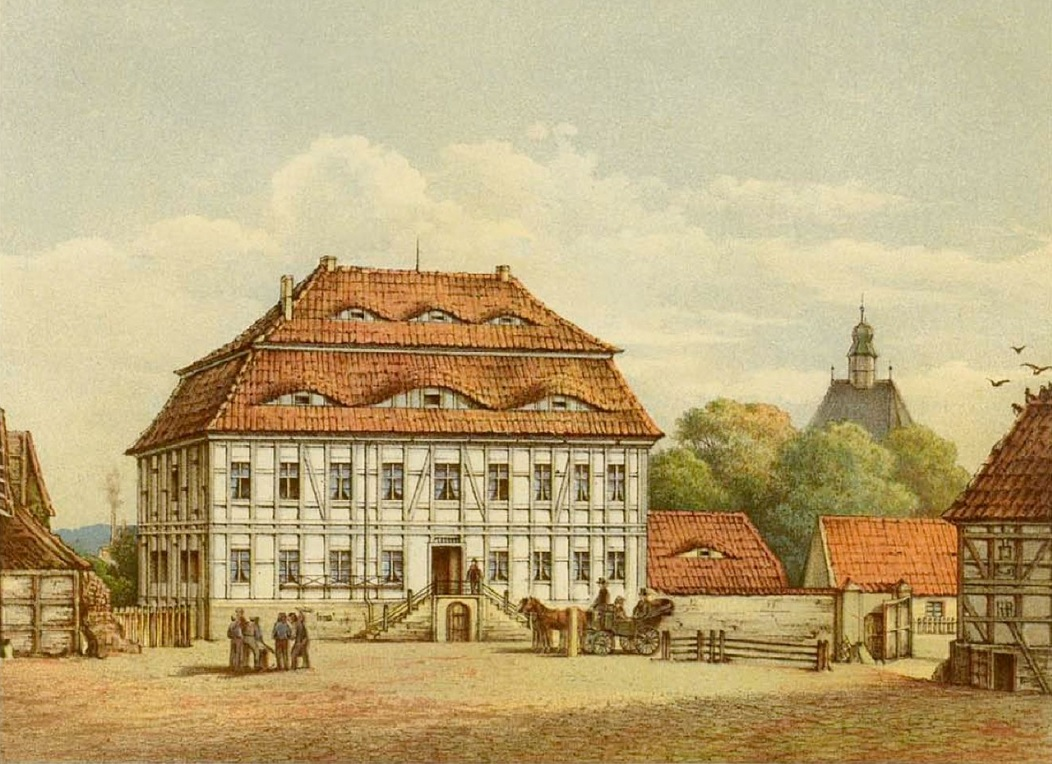
„Neuer Hof“ Wolkramshausen, zwischen 1857 und 1883, Sammlung Alexander Duncker
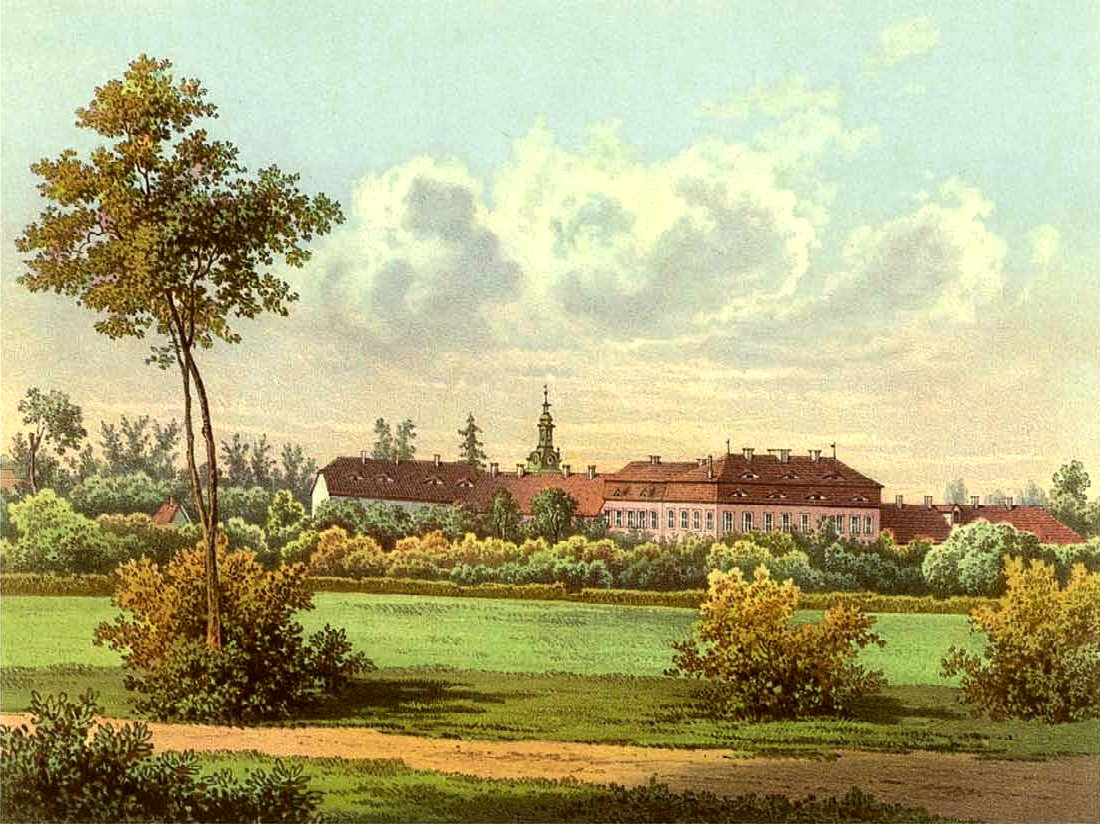
Rittergut Witzschersdorf um 1860, 1945 durch eine Fliegerbombe zerstört, Sammlung Alexander Duncker

## Wappen
Das Stammwappen, von dem die ältesten bekannten Darstellungen aus Wachssiegeln des 14. und 15. Jahrhunderts stammen, zeigt auf blauem Schild einen geflügelten, zum Flug aufsteigenden, rot bewehrten und gezungten, goldenen (gold-grünen) Drachen (Lindwurm); auf dem Helm mit blau-goldenen Decken der Drache.
Der etwa 300 Jahre alte Wappenspruch lautet: „Nil me fatalia terrent“ (Niemals schrecken mich Widerwärtigkeiten).

## Linien

### Ottstedt, Buttelstedt und Heichelheim (Stammlinie)
1. Conrad I. Worm (gen. 1173), Ritter im Gefolge Landgraf Ludwigs III. gegen die Söhne Albrechts des Bären von Brandenburg
2. Ulricus Worm (gen. 1212), Zeuge der Vögte von Weida
3. Dietrich I. Worm (gen. 1266), Ritter auf Ottstedt und Buttelstedt
4. Dietrich II. Worm (gen. 1299–1332)
5. Conrad III. Worm (gen. 1339–1376), Ritter auf Buttelstedt, Brüheim, Heichelheim, Sachsenhausen (verkauft an Kloster Pforta) und Tunzenhausen
6. Ulrich III. Worm (gen. 1378–1424), mit seinen Brüdern Ritter auf Buttelstedt, Heichelheim und Tunzenhausen, Erbe von Heichelheim, Stammvater der ebenfalls erloschenen Linien Stedten, Heilsberg, Olbersleben und Vippach-Edelhausen

### Tunzenhausen und Großfurra

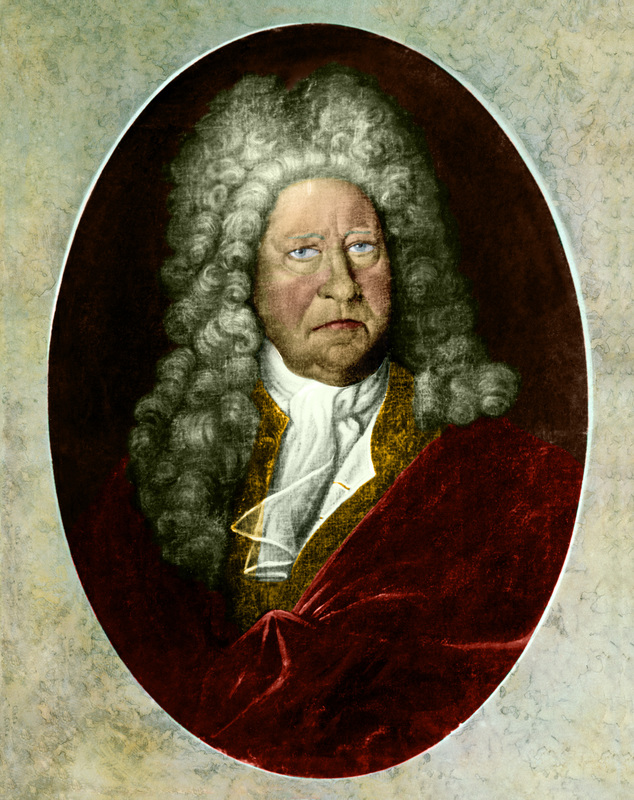
Ludwig von Wurmb (1613–1686)

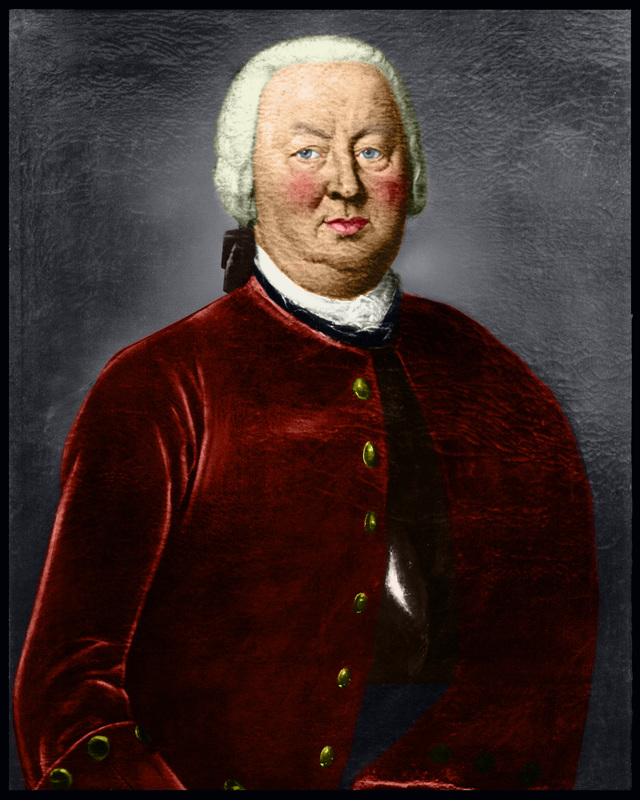
Friedrich Wilhelm von Wurmb (1690–1768)

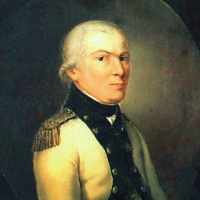
Johann August Ludwig von Wurmb (1730–1799)

1. Conrad IV. von Wurmb (gen. 1348–1406), weiterer Sohn Conrads III. zu Heichelheim, mit seinen Brüdern Ritter auf Buttelstedt, Heichelheim und Tunzenhausen, Erbe von Tunzenhausen
2. Heinrich von Wurmb (1390–1442), Herr auf Tunzenhausen und seit 1415 eines Teils der Burg Furra ⚭ Elisabeth von Tunzenhausen
3. Lutze I. von Wurmb (1418–1473), Herr auf Tunzenhausen und Großfurra ⚭ Margaretha von Werthern
4. Lutze II. von Wurmb (1450–1502), Herr auf Tunzenhausen und Großfurra ⚭ Anna von Hanstein
5. Hans von Wurmb (1483–1549), Herr auf Großfurra ⚭ Dorothea von Worbis
6. Volkmar von Wurmb (1520–1569), Herr auf Großfurra ⚭ Martha von Tettenborn
7. Levin von Wurmb (1562–1618), Herr auf Großfurra, Sundhausen und Bielen, kaufte die Rüxlebenschen Güter in Großfurra, 1618 erschossen ⚭ Clara von Asseburg
8. Ludwig von Wurmb (1613–1686), Herr auf Großfurra, Kleinvargula, Clettstedt und Wittumsrat, ⚭ Sibylla Amalie von Bendeleben
9. Georg Ludwig von Wurmb (1643–1721), Herr auf Großfurra, Großengottern, 1712 mit Gebesee belehnt, kaufte Porstendorf, Kursächsischer Geheimer Rat und Oberhofmarschall in Eisenach, ⚭ Anna Sophie von Seebach
10. Ludwig Heinrich von Wurmb (1677–1762), Herr auf Großfurra,  Generalleutnant und Regimentskommandeur, später Kommandant von Hamburg,
11. Friederich Wilhelm von Wurmb (1690–1768) Herr auf Großfurra, Porstendorf, Hoppenrode, Gebesse und Etzelsrode, Hofjunker beim Erbprinzen in Hannover, Oberbaudirektor, Oberstallmeister in Gotha, Reichsbürgermeister zu Friedberg, ⚭ Sophie Gräfin von Schlitz genannt von Görtz in Hannover, sie war Tochter von Friedrich Wilhelm von Schlitz
12. Friedrich Ludwig von Wurmb (1723–1800), kursächsische Kabinettsminister, Sohn von Friederich Wilhelm von Wurmb (1690–1768), Vater von Wolf Heinrich Wurmb von Zinck → Nachfahren siehe unten, Wurmb von Zinck
13. Johann August Ludwig (gen. Lutze) von Wurmb (1730–1799), Herr auf Großfurra, Infanterie-Kapitän in Braunschweig-Lüneburg, 1771 Ritter des kaiserlichen St. Josephorden ⚭ am 2. Oktober 1765 mit Philippine Dorothea Christiane von Bila (geb. am 3. Juni 1739 in Hainrode, gest. am 16. Februar 1827), zwei Söhne Carl Friedrich Ernst und Johann Carl Friedrich
14. Johann Carl Friedrich von Wurmb (geb. 18. Februar 1775 in Großfurra; gest. 1837), Herr auf Großfurra, fürstlicher Amtshauptmann ⚭ Wilhelmine von Selchow
15. Eduard von Wurmb (1802–1885), Herr auf Großfurra ⚭ Emilie von Selchow, Schlosshauptmann und Landtagsdeputierter im Sondershausen
16. Georg Viktor von Wurmb (1832–1896), Herr auf Großfurra, Offizier
17. Hans von Wurmb (1866–1919), Herr auf Großfurra ⚭ Frieda von Stabbert
18. Dietrich von Wurmb (1899–1963) ⚭ Anni von Harling, Joachim (1902–1956), ⚭ Waltraut Allolio und Gerhard (1903–1986), ⚭ Frieda Marie Brenneke, Besitzer von Großfurra bis 1945
19. Benjamin Florian Johannes von Wurmb (2002 - )

### Hopperode

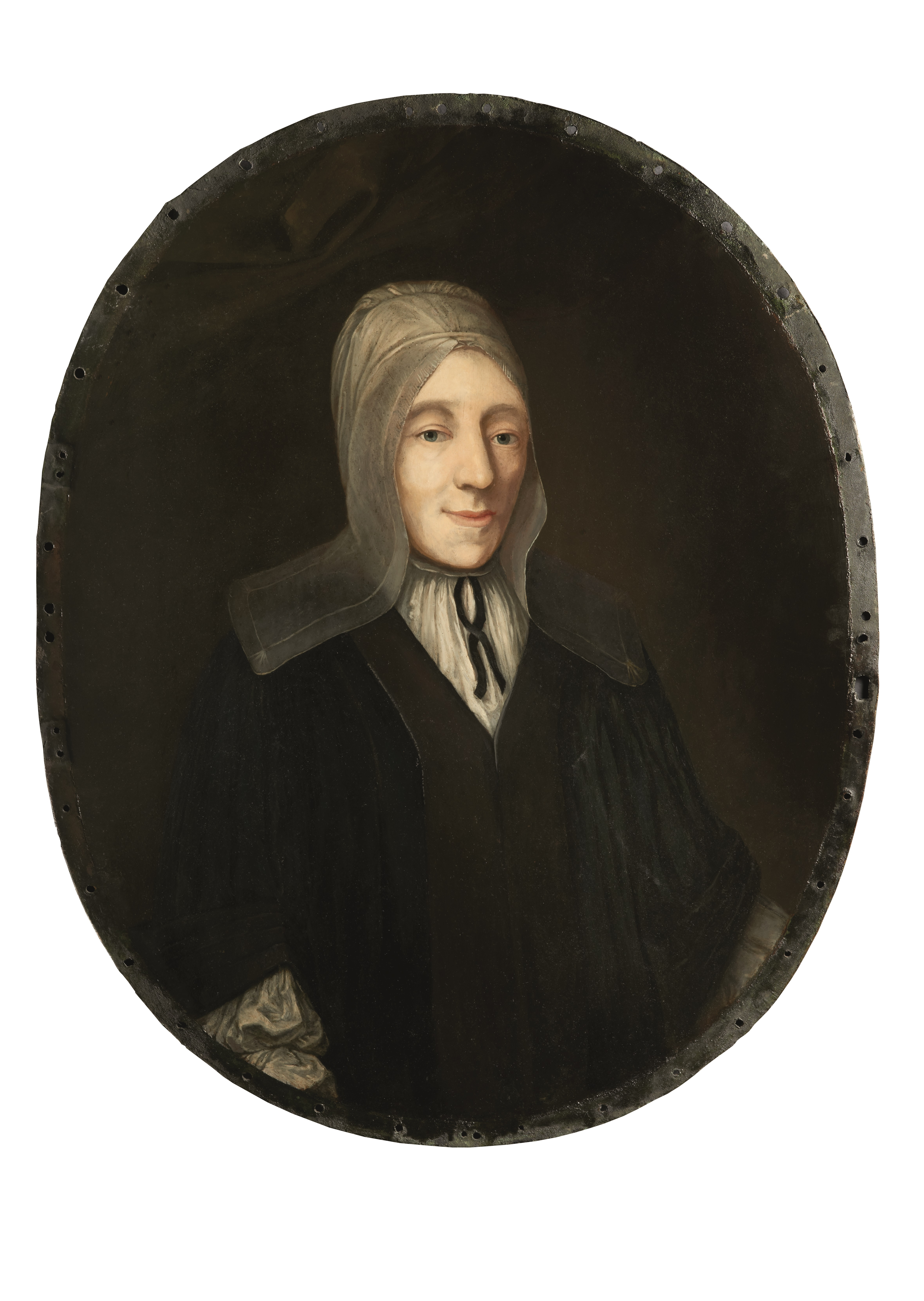
Anna Magdalena Francke, geb. von Wurmb (1670–1734)

1. Otto Heinrich von Wurmb (1631–1676), weiterer Sohn von Andreas Sigismund von Wurmb zu Wolkramshausen, Erbherr auf Hopperode, Herr auf Kleinfurra, Mörbach, Hainrode ⚭ am 2. November 1668 in Wolkramshausen mit Sidonia von Bila (* 13. September 1641, † 1693), älteste Tochter Anna Magdalena Wurmb, geb. 19 Nov 1670 in Hopperode, † 1734, ⚭ am 4. Juni 1694 August Hermann Francke (1663–1727), evangelischer Theologe, Hauptvertreter Hallischer Pietismus
2. Carl Friedrich Ernst von Wurmb, geb. 4. Juli 1769 in Hopperode, gest. 22. November 1828 in Sondershausen, kursächsischer Leutnant a. D., erster Sohn von Johann August Ludwig von Wurmb und Philippine Dorothea Christiane von Bila[3], ⚭ am 24. Juni 1794 mit Wilhelmine Güntherine von Wilcke in Wolkramshausen[4]
3. Friedrich Wilhelm von Wurmb (1744–1827), Obrist in der Landgrafschaft Hessen-Kassel ⚭ Sophie Friederike Abigail von Borcke

### Klettstedt
1. Balthasar Wurmb (1458–1526), weiterer Sohn Lutzes I. zu Großfurra, Ritter des Deutschen Ordens, Deutschmeister, Burgmann zu Großfurra und Straußberg, ⚭ Katharina von Reitzenstein
2. Hans Wurmb (1500–1570), Hofmarschall des Kurfürsten Moritz von Sachsen, Herr auf Klettstedt und Thamsbrück, ⚭ Kunigunde von Wildenstein
3. Balthasar Wurmb (1532–1598) Herr auf Klettstedt und Thamsbrück, Amtshauptmann zu Stolpen, Stiftshauptmann zu Quedlinburg, Page, Kammerjunker und Stallmeister der Kurfürsten von Sachsen, verkaufte Thamsbrück, ⚭ Ursula von Loß
4. Christian von Wurmb (1572–1638) Herr auf Klettstedt, Vargula und Neumark ⚭ Anna von Hagen

### Wolkramshausen
1. Siegmund Wurmb (1501–1551), weiterer Sohn Balthasar Wurmbs, Herr auf Kleinfurra, Mörbach, Hainrode, ⚭ Margaretha von Hagen
2. Hans George Wurmb (1550–1613), geboren auf Wolkramshausen, ⚭ Barbara Wurmb
3. Andreas Sigismund Wurmb (1583–1652), Herr auf Wolkramshausen, ⚭ Gisela von Rath
4. Adam Ludwig von Wurmb (1627–1677), Herr auf Wolkramshausen, ⚭ Mechthilde Margarethe von Wintzingerode
5. Otto Ludolf von Wurmb (1659–1720), Herr auf Wolkramshausen, ⚭ Dorothea Margaretha von Wilcke
6. Ludwig von Wurmb (1689–1728), Herr auf Wolkramshausen, ⚭ Maria Anna Charlotte Gräfin von Arco
7. Ludwig Heinrich Anton von Wurmb (1728–1794), Herr auf Wolkramshausen, ⚭ Friederike Christiane Magdalena von Bila
8. Gottfried von Wurmb (1704–1743), kurfürstlich sächsischer Hauptmann
9. Ludwig von Wurmb (1740–1811), Landeshauptmann und Major in Rudolstadt, Sohn des Gottfried von Wurmb, ⚭ Christiane von Werthern (1750–1778), Eine großmütige Handlung
10. Friedrich von Wurmb (1742–1781), Botaniker in Batavia, Sohn Gottfried von Wurmbs, Vater des Missionars Theobald von Wurmb
11. Luise Juliane von Lengefeld, geb. von Wurmb (1743–1823), Tochter des Gottfried von Wurmb (1704–1743), Mutter von Caroline und Charlotte von Lengefeld, Schwiegermutter Friedrich Schillers
12. Carl Ludwig Friedrich von Wurmb (1755–1828), königlich sächsischer Major, ⚭ Amalie Eleonore Sophie von Mader, Tochter der Christine Wilhelmine Sofia Luise Gräfin von Lewenhaupt auf Lausnitz und Neunhofen[5] (verwitwete Gräfin  von Ellrodt)
13. Friedrich Leopold von Wurmb (1757–1818), königlich sächsischer Oberstleutnant, ⚭ Elisabeth Wilhelmine Friederike d’Orville von Löwenclau
14. Friedrich Ludwig Adolph von Wurmb (1794–1854), königlich sächsischer Oberst, Kommandant und Direktor der Dresdener Kasernen, ⚭ Liddy von Prenzel[6]
15. Heinrich von Wurmb (1800–1863), kaiserlich-österreichischer Major
16. Richard Ludwig (I) von Wurmb (1806–1880), königlich sächsischer Generalmajor a. D. und Kommandant des Dresdener Residenzschloss, ⚭ (I) Antonie Elise Auguste von Meyern-Hohenberg, Tochter des Wilhelm von Meyern-Hohenberg; ⚭ (II) Anna Mathilde Laura v.d. Becke
17. Adolf von Wurmb (1832–1888), k. k. österreichischer Feldmarschallleutnant
18. Ludwig Georg von Wurmb (1834–1909), Generalmajor und Kommandeur des I. Bataillons im 2. Grenadier-Regiment Nr. 101 „Kaiser Wilhelm von Preußen“ – unverheiratet
19. Alfred Ludwig von Wurmb (1846–1915), königlich sächsischer Major und Bataillonskommandeur im 2. Grenadier-Regiment. Nr. 101[7], ⚭ Marie Luise Pauline Rosa von Breitenbuch

### Kleinfurra
1. Ludwig Ernst von Wurmb (1676–1725), Herr auf Stempelgroda, Kleinfurra, Premierminister in Ostfriesland, Hofmarschall, ⚭ Amalie Ursula von Seebach
2. George Wilhelm von Wurmb (1716–1791), Herr auf Unter-Losa ⚭ Wilhelmine Sophia von Donop
3. Ludwig Georg Wilhelm Adam von Wurmb (1788–1855), preußischer Generalmajor ⚭ Adelheid von Kleist
4. Otto Ludwig Ulrich von Wurmb (1821–1871), Rittmeister, ⚭ Seraphina Guida Caecilie Emilie Schultze
5. Adalbert Hugo Ulrich von Wurmb (1860–1935), preußischer Generalleutnant, ⚭ Gabriele Anna Marie Auguste von Stoeklern zu Grünholzek

### Krimderode
1. Curt Ernst von Wurmb (1633–1674), 4. Sohn von Andreas Sigismund Wurmb auf Wolkramshausen, 1665 Erwerber des Gutes Crimderode, ⚭ Anna Elisabeth von Rüxleben,
2. Johann Sigmund von Wurmb (1658–1705), Offizier in Diensten des Herzogtum Sachsen-Gotha-Altenburg, Kaisertum Österreich, Kurfürstentum Hannover, Kurfürstentum Bayern u. a., ⚭ (I.) Anna von Hartisch ⚭ (II.) Freiin Anna Dorothea von Spiegel
3. Ludwig Alexander von Wurmb, (1690–1749) Oberst in Diensten der Landgrafschaft Hessen-Kassel und des Königreich Preußen, Träger des Orden Pour le Mérite, ⚭ Maria Tugendreich von Auerswald
4. Friedrich Wilhelm von Wurmb (1732–1806), Neffe Ludwig Alexanders, 1757–1792 in Diensten des Königreichs Großbritannien, zuletzt als Generalleutnant, Erbauer des Herrenhauses in Krimderoda (1786–1787), ⚭ (I.) Henriette von Stammer ⚭ (II.) Louise Elisabeth von Bötticher
5. Ludwig Johann Adolf von Wurmb (1736–1813), Generalleutnant und Gouverneur von Kassel, genannt der „bittere Wurmb“

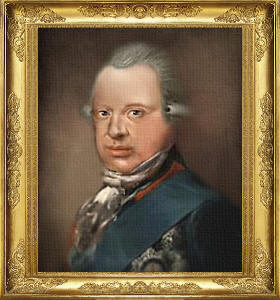
Ludwig von Wurmb (1736–1813)

1. Friedrich Ludwig August von Wurmb (1772–1815), Soldat im ersten Koalitionskrieg, Hauptmann in der Königlich Deutschen Legion im Mittelmeer gegen Napoleon, gefallen in der Schlacht bei Waterloo, ⚭ Caroline Sophie von Lenthe-Lenthe, 5 Töchter

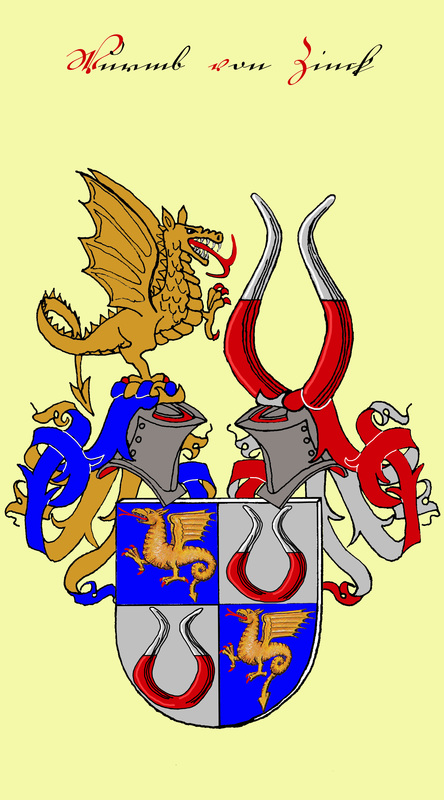
Wappen Wurmb von Zinck (seit 1838)

### Witzschersdorf (Wurmb von Zinck)
1. Wolf Heinrich Wurmb von Zinck (1765–1838), Ostrau und Keuschberg, 1786 Erbe des Ritterguts Witzschersdorf, Domdechant zu Naumburg, kurfürstlich-sächsischer Kammerrat im Hochstift Merseburg, kinderlos
2. Günther Albrecht Carl August Wurmb von Zinck (1795–1890), Neffe von Wolf Heinrich, Herr auf Großfurra, Schlosshauptmann von Merseburg, preußischer Generalleutnant, Ehrenritter[8] des Johanniterordens und seit 1838 Fideikommissherr auf Witzschersdorf, ⚭ Wilhelmine von Hopffgarten
3. Günther Karl Wolf Wurmb von Zinck (1822–1852), geboren in Kölleda, preußischer Premierleutnant, tödlich verunglückt durch Sturz vom Pferd, ⚭ Freiin Helene Marie von Brenn, Tochter von Gustav von Brenn
4. Lothar von Wurmb (1824–1890), 2. Sohn des Günther Albrecht Carl August Wurmb von Zinck, Regierungspräsident in Wiesbaden, ⚭ Emma Freiin von Gleichen genannt von Rußwurm (1833–1901)
5. Hans Wurmb von Zinck (1849–1892), Rittmeister im Garde du Corps, Erbe von Witzschersdorf und Verwalter der Standesherrschaft Leuthen, ⚭ Margot Reichsgräfin von Wylich und Lottum
6. Lutze von Wurmb (1857–1939), 2. Sohn des Lothar von Wurmb, preußischer Generalleutnant
7. Lothar von Wurmb (1861–1945), 4. Sohn des Lothar von Wurmb, preußischer Generalleutnant Lothar von Wurmb (1861–1945)

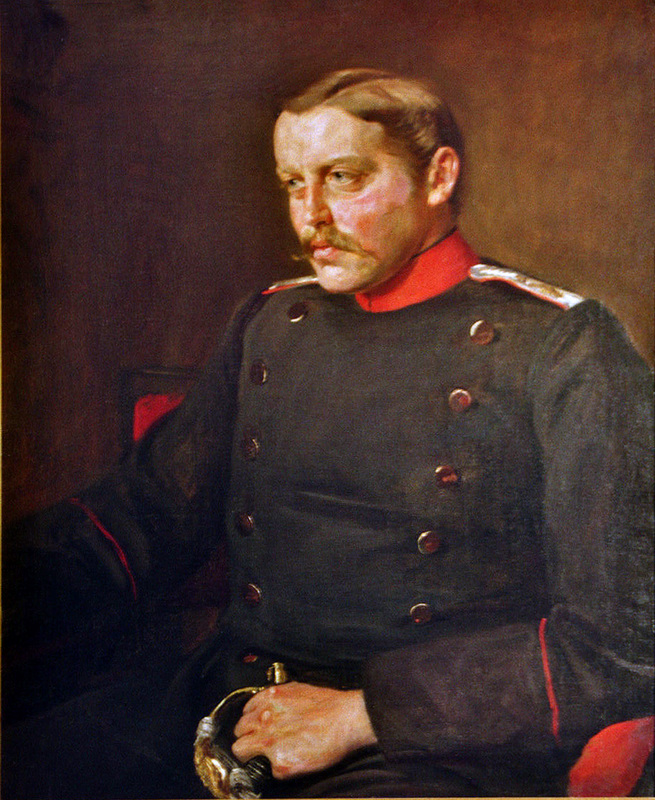
Lothar von Wurmb (1861–1945)

8. Eckart von Wurmb (1864–1946), 5. Sohn Lothar von Wurmbs, preußischer Oberst und Militärschriftsteller
9. Wilhelm Wurmb von Zinck[9] (1885–1930), Erbe von Witzschersdorf, Schloss Lagow, Neumark, geisteskrank, kinderlos, gefolgt von seinem Cousin Volkmar Wurmb von Zinck (1892–1945), jüngerer Enkel des Günther Karl Lothar von Wurmb, geboren in Kassel, Oberleutnant der Reichswehr, gestorben beim Bombenangriff auf Witzschersdorf

## Weitere Personen
- Karl Georg Ludwig von Wurmb (1740–1813), hessen-kasselscher Generalleutnant, Ritter des Orden Pour la vertu militaire, genannt der „süße Wurmb“
- Johann Philipp von Wurmb (1741–1808), hessen-kasselscher Generalmajor, Ritter des Orden Pour la vertu militaire, genannt der „saure Wurmb“
- Friedrich Wilhelm von Wurmb (1743–1817), geboren in Marburg als Sohn des landgräflich-hessischen Generalleutnants Caspar Walrab von Wurmb (1700–1765), preußischer Premierleutnant, gestorben zu KohlgrabenFriedrich Wilhelm von Wurmb (1743–1817)

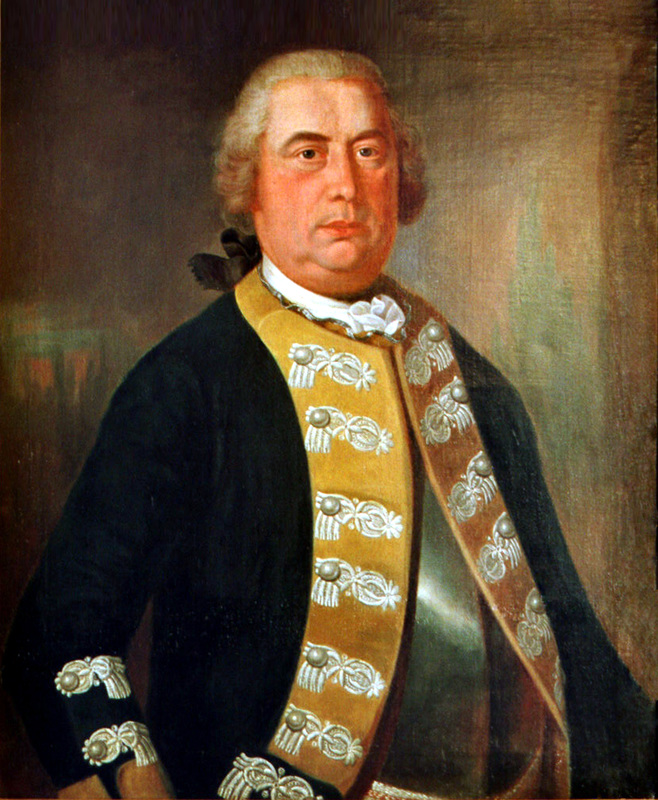
Friedrich Wilhelm von Wurmb (1743–1817)

- Friederike von Wurmb (1754–1828), Tochter Caspar Walrabs von Wurmb[10], Erzieherin der Auguste von Bayern (⚭ Eugène de Beauharnais)
- Adolf Wilhelm von Wurmb (1771–1811) Major King’s German Legion unter Wellington, fiel während er 200 Soldaten beim Sturm auf Castillo de Burgos anführte
- Hans Lutze von Wurmb (1846–1907), Sohn des Kammerjunkers Bruno von Wurmb (1820–1847), großherzoglich Sachsen-Weimarscher Chef des Ministerdepartements des Äußeren und des Inneren
- Karl Friedrich Ernst von Wurmb (1769–1828), weiterer Sohn des kursächsischen Kabinettsministers Friedrich Ludwig von Wurmb, Herr auf Großfurra und Hoppenrode, Oberlandeshauptmann, schwarzburg-sonderhausischer Kammerjunker
- Robert von Wurmb (1835–1911), Sohn des Moritz von Wurmb (1804–1864), preußischer Generalleutnant, Regierungsrat
- Karl von Wurmb (1838–1902), preußischer Generalleutnant und Ehrenritter des Johanniterordens